# Przeciwskarpa
Przeciwskarpa to:

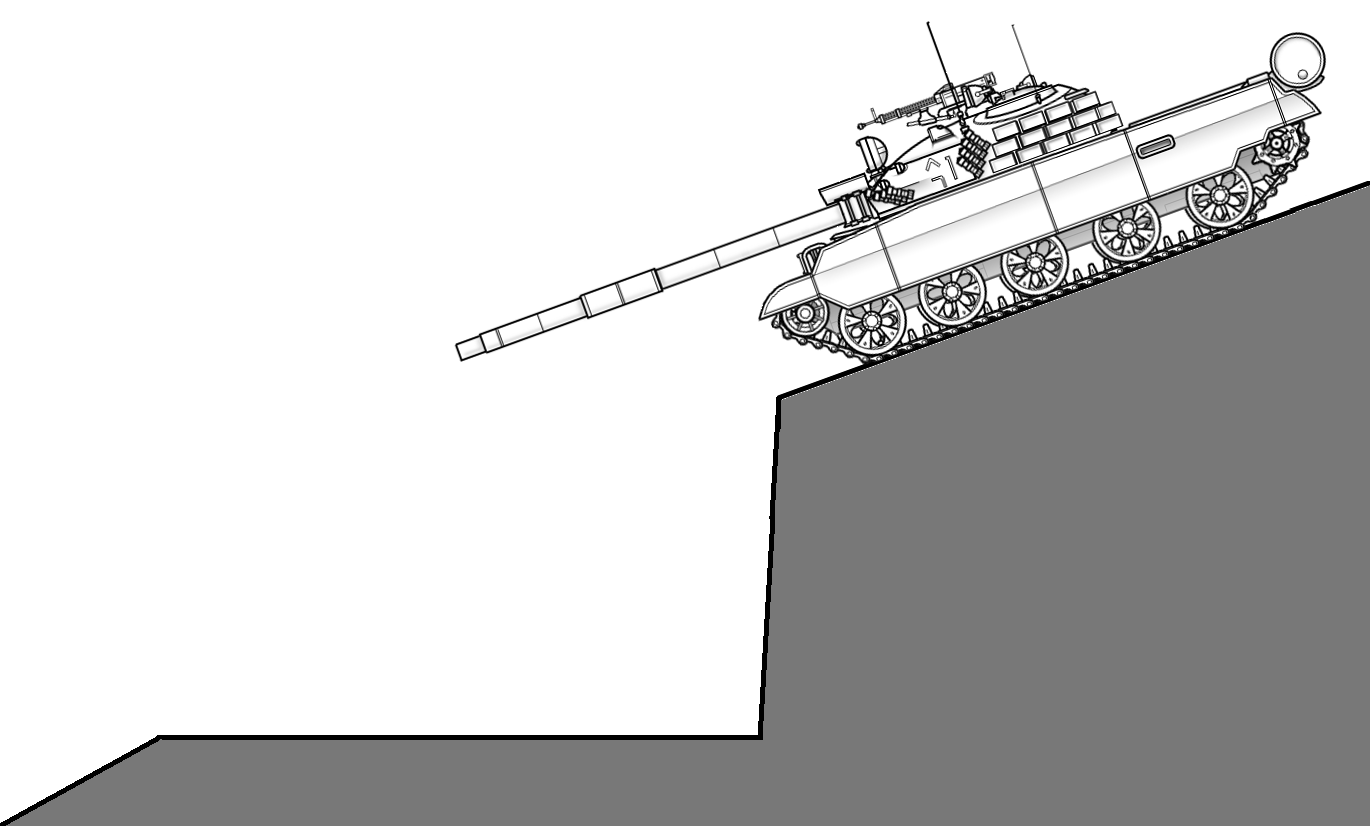
Przeciwskarpa jako ziemna zapora przeciwpancerna

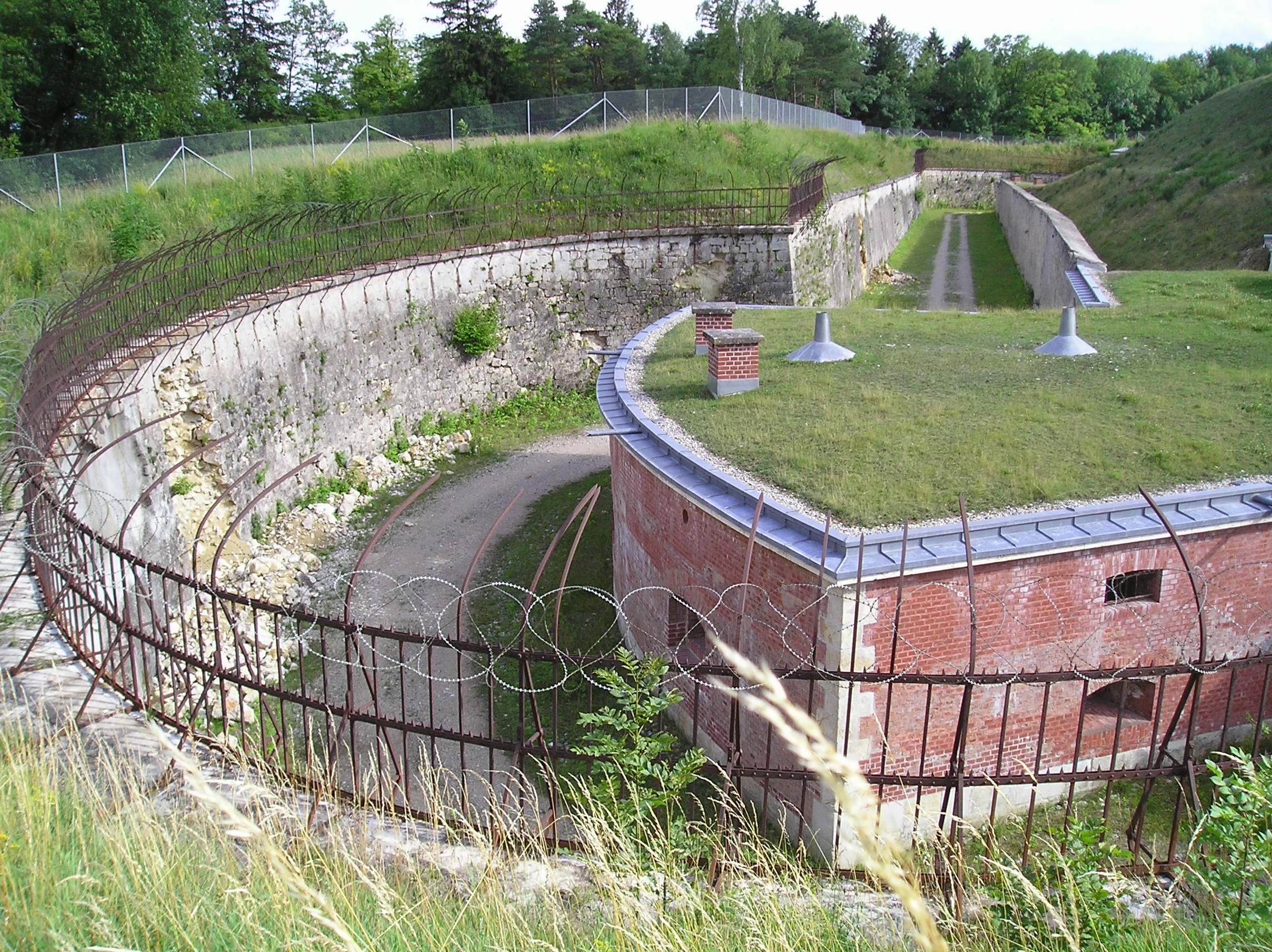
Przeciwskarpa przeciwpiechotna zabezpieczona kratą forteczną, w środku sucha fosa, po prawej kaponiera

- ziemna zapora przeciwpancerna wykonywana na stokach wzgórz, wysokich brzegach rzek i stokach wąwozów; ma postać stromej ściany zwróconej w kierunku wojsk własnych[1];
- mur oporowy, którym dawniej otaczano rów forteczny od zewnątrz, stanowiący przeszkodę dla piechoty przeciwnika. W fortach z początku XIX w. czasami posiadał galerię strzelecką. Był stosowany do I wojny światowej[2].